# Holomitrium azuayensis
Holomitrium azuayensis är en bladmossart som beskrevs av M. J. Price 2002. Holomitrium azuayensis ingår i släktet Holomitrium och familjen Dicranaceae. Inga underarter finns listade i Catalogue of Life.